# Troubky
Troubky – gmina w Czechach nad rzeką Beczwą w powiecie Przerów w Kraju ołomunieckim. W pobliżu Troubek Beczwa uchodzi do Morawy.
Troubky były najbardziej poszkodowaną miejscowością podczas powodzi na Morawach w dniach 5-16 lipca 1997 roku. Zginęło wtedy 9 ludzi, a 150 domów zostało zniszczonych.

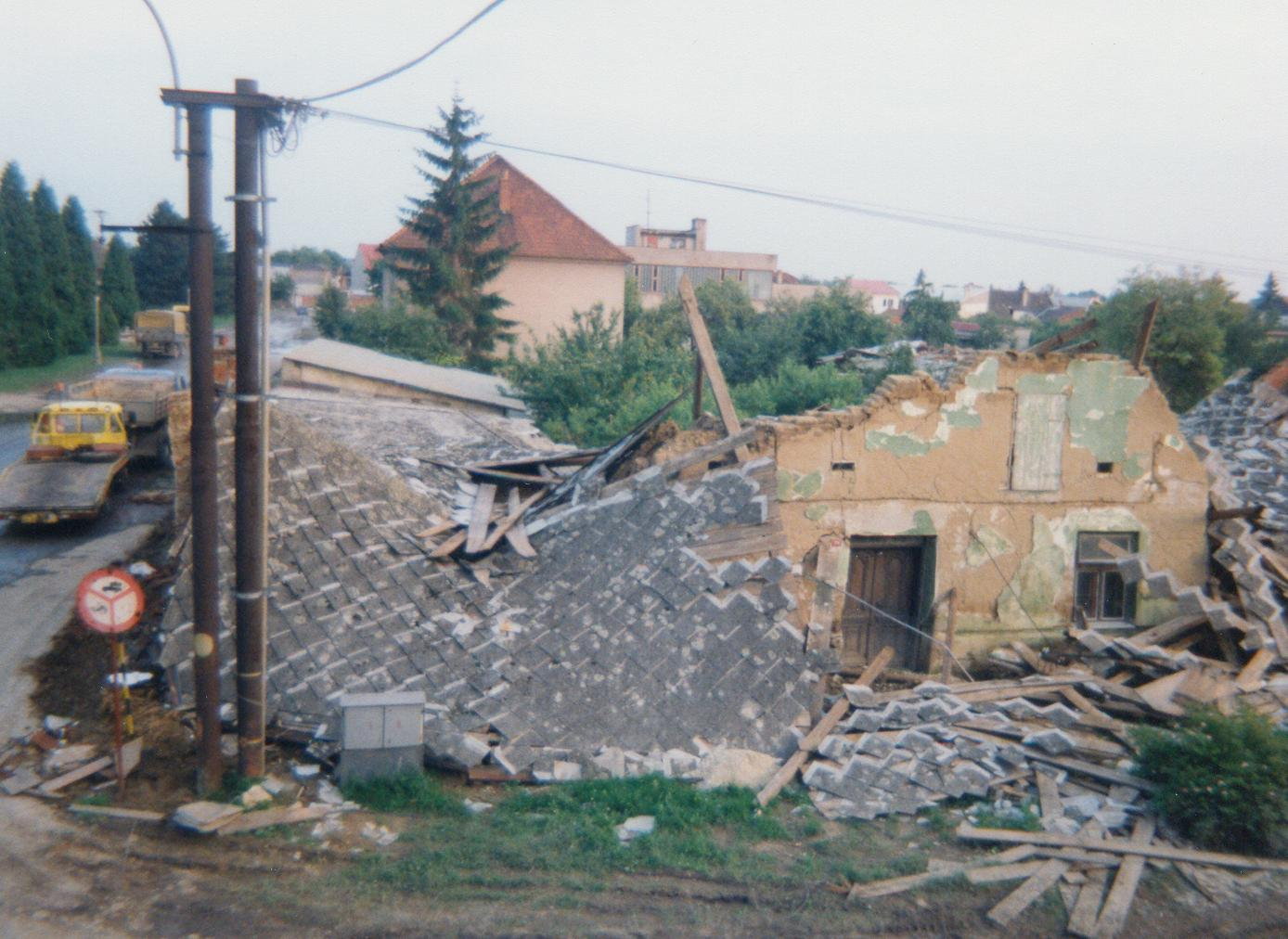
Po powodzi 1997
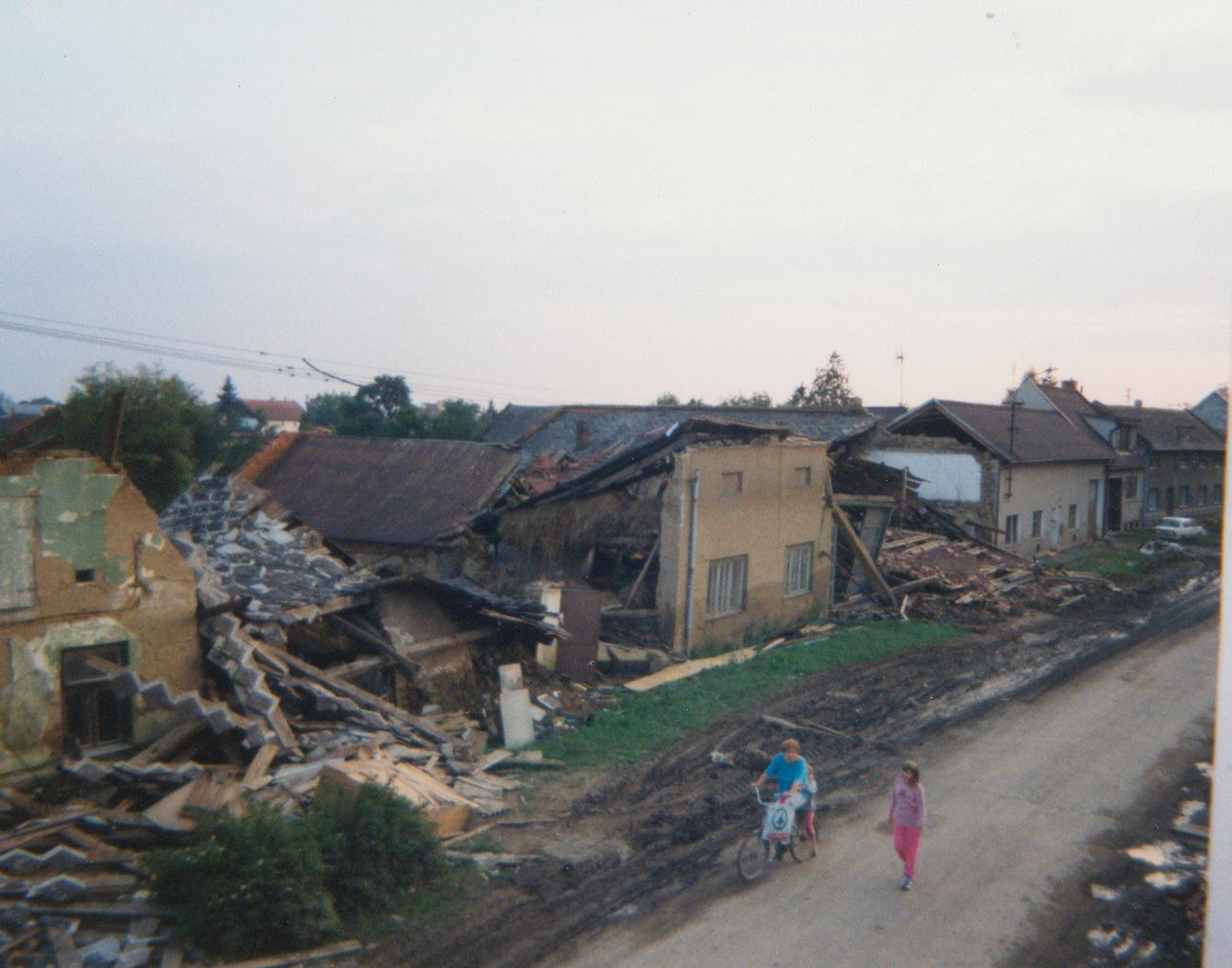
Po powodzi 1997
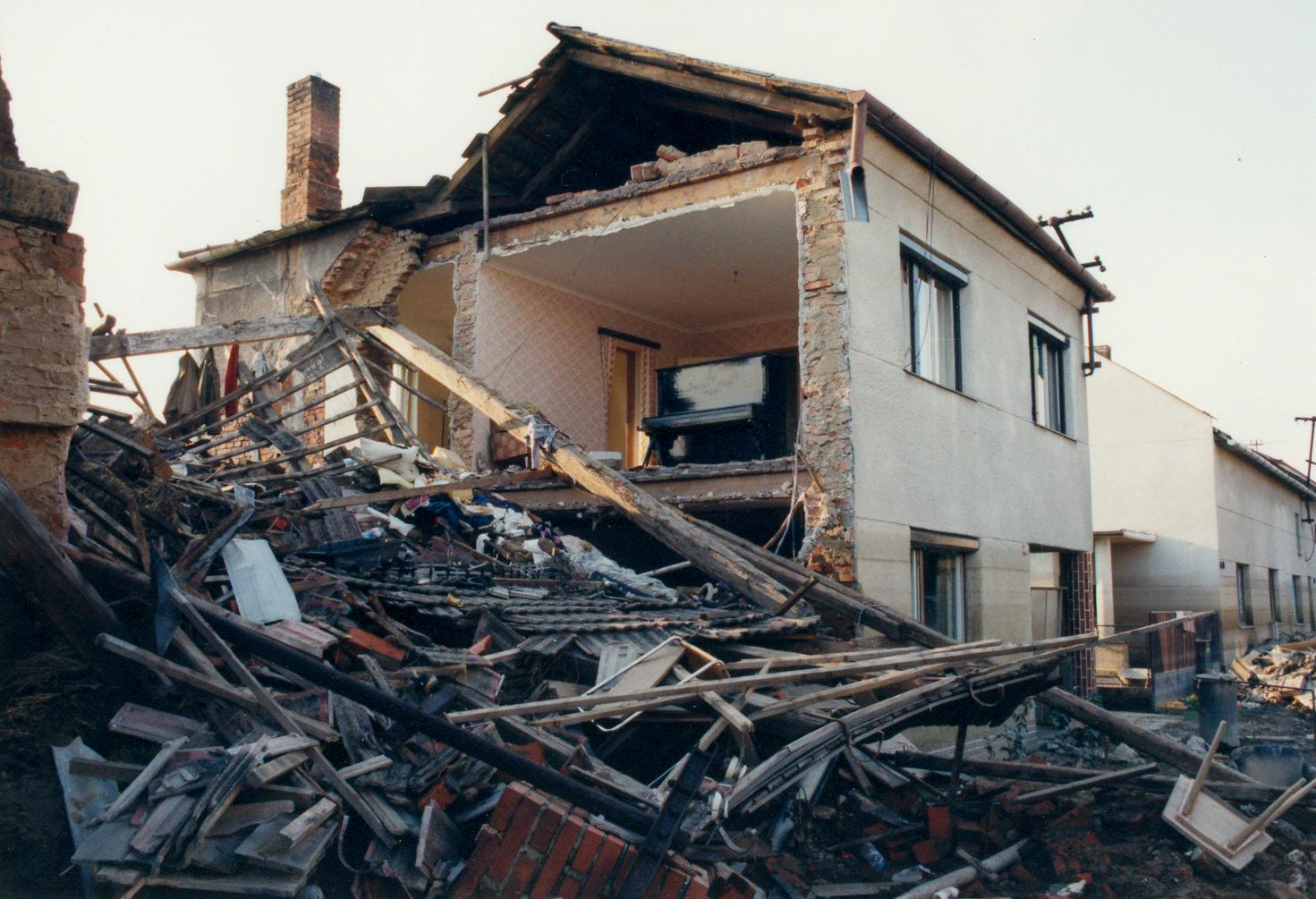
Po powodzi 1997